# Franklin Wing
Pour les articles homonymes, voir Wing.
 (janvier 2024).
Franklin Fearing Wing junior (né le 6 janvier 1908 à Buenavista (Guimaras), mort le 6 juillet 1994 à Bellevue (Washington)) est un cavalier américaine de saut d'obstacles.

## Carrière

### Militaire
Son père est officier, c'est pourquoi il naît dans une base aux Philippines. Il est élève de l'Académie militaire de West Point.
Pendant la Seconde Guerre mondiale, il sert dans la 1re division de cavalerie dans l'océan Pacifique et obtient une Silver Star lors de la libération de Manille.
Franklin Wing est lieutenant en 1938 et colonel dans l'armée de l'air en 1948 puis général de brigade quand il prend sa retraite de l'armée en 1960,.

### Sportive
Dans les années 1930, Wing, membre du 7e régiment de cavalerie, fait partie de l'équipe de polo et de l'équipe d'équitation de l'armée américaine. Il est sélectionné pour les Jeux Olympiques d'été de 1940 qui n'ont pas lieu.
Franklin Wing participe aux Jeux olympiques d'été de 1948 à Londres, où lors de l'épreuve individuelle, il est des trois qualifiés pour la médaille d'argent et la médaille de bronze, mais finit quatrième, tandis que dans l'épreuve par équipes, les États-Unis sont disqualifiés.
En 1961, il devient vice-président exécutif et trésorier de l'équipe équestre américaine (USET). En 1965, il démissionne mais siège au conseil d'administration de l'USET jusqu'en 1975 et à son conseil consultatif national jusqu'en 1983.